# Bhand
A bhand vagy bahand az észak-indiai népi színjátszás egyik jellegzetes, tréfacsináló alakja. A magyar irodalomban leginkább a bábszínházakból ismert Vitéz László figurájával állítható párhuzamba (noha a bahand természetesen mindig élő személy, s egy darab keretein belül lép színre). Népszerűségét jól jelzi, hogy India egyes területein magukat a színjátékokat is bahandnak nevezik. Első említése a 13. század-14. századra tehető. Észak-Indiában, kiváltképp a falvakban mindmáig nagyon népszerű.[forrás?]